# Repülős Gizi
Repülős Gizi (született Bodnár Gizella, asszonynevén Kosztor Sándorné Bodnár Gizella, Miskolc, 1926. október 18. – 2019. február 6. előtt) gyakorlott besurranó tolvaj. Az 1950-es évek óta volt ismert a rendőrök előtt. Több mint 20 alkalommal ítélte szabadságvesztésre a bíróság, összesen 40 évnyi börtönbüntetést kapott, amiből 17 évet leült. 2017 augusztusában Tatabányán fogták el legutoljára. Hatszor szabadult közkegyelemmel. Élete utolsó heteit a budapesti Nyírő Gyula Kórházban töltötte.

## Élete
Rendezett családi körülmények között nőtt fel. A kassai tanárképző főiskolán végzett irodalom és történelem szakon. Állítása szerint kleptomán hajlamának a kiváltó oka az volt, hogy korábban egy baleset következtében agyhártyagyulladást kapott. Gyógyulásában Szent-Györgyi Albert orvosprofesszor segítette, aki azt mondta neki, hogy vagy zseniális művész, vagy hírhedt bűnöző lesz belőle. A „Repülős Gizi” ragadványnév soha nem bizonyított, de mind ezidáig makacsul fennálló állítás szerint abból ered, hogy az 1950-es évek elején (amikor még Magyarország nagyvárosai között voltak belföldi repülőjáratok) reggelente Budapesten felszállt egy gépre, néhány óra alatt Miskolcon, Debrecenben, Pécsen, Szegeden vagy Szombathelyen lopott, és az esti járattal visszatért a fővárosba. A Repülős Gizi nevet akkor kapta a nyomozóktól, amikor az ötvenes években egy elfogásakor repülőjegyet találtak a zsebében. A 2012. február 16-i a Fábry showban maga az érintett is azt mondta, hogy nem igaz a legenda, mely szerint repülővel járt lopni.
Amszterdamban, Londonban is lopott. Párizsban ugyanakkor magyarnóta-énekesként futott be karriert. Az angol nyelvű hírportálok „Flying Gizi” és „Airplane Gizi” néven emlegették.
A sok börtönbüntetés után Budapestet megunva Komáromba költözött, bízva a nyugodtabb körülményekben. 2009 januárjában Komáromban egy családi házba akart betörni, de a ház tulajdonosa észrevette és azonnal riasztotta a rendőrséget. Ezután még többször próbálkozott lopással, még 2017-ben is besurranáson érték tetten, bár abból büntetőügye végül nem keletkezett.
Nagyon kalandos életet élt, volt arra is példa, hogy egy kutya segített megtalálásában. 2016-ig 19 alkalommal ítélték el, összesen mintegy 200 bűncselekmény miatt, amelyekért több mint 17 évet ült börtönben.
2007-ben önéletrajzi regényt adott ki:
Temérdek cifra dolgot láttam, hallottam, amit mások észre sem vesznek, vagy ha igen, nem tudják végiggondolni, micsoda mit jelent. Mennyi a súlya. Nekem volt rá időm, hogy elmerengjek a világ bajain, csodáin, és bő 25 éve tervezem, hogy írok egy könyvet a tolvajlásról, a rabságról, hogy miként kalandozhatta át egy magamfajta asszony Európát…
Sok életkaland, három gyerek, két férj, egy szerelem, összesen szűk húsz év rabságban töltött idő: ez a mérlegem. Kész a leltár... Itt vagyok én is, az öreg tolvaj, és nincs másom, csak a hírhedtségem. Legenda lettem, és ebbe akár már bele is lehet halni.
Egy börtönőrnő úgy jellemezte Repülős Gizit, hogy az átlagbűnözőnél jóval műveltebb, jóindulatú ember volt, akinek örömöt szerzett a lopás.

## Művei
- Bodnár Gizella: Repülős Gizi, a tolvajok királynője; Broadway Invest Kft., Bp., 2007 ISBN 978-963-06-2568-5